# Elecciones regionales de Ucayali de 2022
Las elecciones regionales de Ucayali de 2022 se llevaron a cabo el 2 de octubre de 2022 para elegir al gobernador regional, al vicegobernador regional y al Consejo Regional para el periodo 2023-2026. La elección se celebró simultáneamente con elecciones regionales y municipales (provinciales y distritales) en todo el Perú.

## Sistema electoral
El Gobierno Regional de Ucayali es el órgano administrativo y de gobierno del departamento de Ucayali. Está compuesto por el gobernador regional, el vicegobernador regional y el Consejo Regional.
La votación se realiza en base al sufragio universal, que comprende a todos los ciudadanos nacionales mayores de dieciocho años, empadronados y residentes en el departamento de Ucayali y en pleno goce de sus derechos políticos.
El gobernador y vicegobernador regional son elegidos por sufragio directo. Para que un candidato sea proclamado ganador debe obtener no menos de 30 % de votos válidos. En caso ningún candidato logre ese porcentaje en la primera vuelta electoral, los dos candidatos más votados participan en una segunda vuelta o balotaje. No hay reelección inmediata de gobernadores regionales.
El Consejo Regional de Ucayali está compuesto por 11 consejeros elegidos por sufragio directo para un período de cuatro (4) años. La votación es por lista cerrada y bloqueada. Cada provincia del departamento de Ucayali constituye una circunscripción electoral. La votación es por lista cerrada y bloqueada. Se asigna a la lista ganadora los escaños según el método d'Hondt. La distribución y el número de consejeros regionales es la siguiente:
| Circunscripción             | Escaños |
| --------------------------- | ------- |
| Coronel Portillo(+1)        | 5       |
| Atalaya, Padre Abad y Purús | 2       |

## Composición del Consejo Regional de Ucayali
La siguiente tabla muestra la composición del Consejo Regional de Ucayali antes de las elecciones.
| Partidos | Partidos                  | Consejeros |
| -------- | ------------------------- | ---------- |
|          | Alianza para el Progreso  | 5          |
|          | Ucayali Región con Futuro | 2          |
|          | Todos Somos Ucayali       | 2          |
|          | Acción Popular            | 1          |

## Elecciones internas
Los partidos políticos realizaron la convocatoria a elecciones internas (15–22 de enero de 2022) para definir a los candidatos de sus organizaciones en listas cerradas y bloqueadas. Se sometieron a elección las candidaturas a:
- Gobernador y vicegobernador regional de Ucayali (2 candidaturas).
- Consejo Regional de Ucayali (11 candidaturas).

Existen dos modalidades para la organización de las elecciones internas:
- Modalidad de elección directa: con voto universal, libre, voluntario, igual, directo y secreto de los afiliados. Fue la modalidad utilizada por Alianza para el Progreso,[5] Ucayali Región con Futuro,[6] Acción Popular[7] y Somos Perú.[8] Las elecciones se realizaron el 15 de mayo de 2022.
- Modalidad de delegados: a través de delegados previamente elegidos mediante voto universal, libre, voluntario, igual, directo y secreto de los afiliados. Fue la modalidad utilizada por Todos Somos Ucayali,[9] Perú Libre,[10] Avanza País,[11] Movimiento Independiente Regional Cambio Ucayalino,[9] Podemos Perú[12] y Frente de la Esperanza.[13] Las elecciones se realizaron el 22 de mayo de 2022.

## Partidos y candidatos
A continuación se muestra una lista de los principales partidos y alianzas electorales que participan en las elecciones:
| Candidatura | Candidatura | Partidos y alianzas                                             | Candidatos | Candidatos             | Ideología                                                          | Resultado previo | Resultado previo | Ref.          |
| Candidatura | Candidatura | Partidos y alianzas                                             | Candidatos | Candidatos             | Ideología                                                          | Votos (%)        | Con.             | Ref.          |
| ----------- | ----------- | --------------------------------------------------------------- | ---------- | ---------------------- | ------------------------------------------------------------------ | ---------------- | ---------------- | ------------- |
|             | APP         | Lista - Alianza para el Progreso (APP)                          |            | Doris Mendoza Fababa   | Liberalismo económico Conservadurismo liberal Populismo de derecha | 36.67%           | 5                | [ 14 ]        |
|             | AP          | Lista - Acción Popular (AP)                                     |            | Celia Prado Seijas     | Partido atrapalotodo                                               | 9.27%            | 0                | [ 15 ] [ 16 ] |
|             | PL          | Lista - Perú Libre (PL)                                         |            | Abel Vásquez Panduro   | Socialismo del siglo XXI Marxismo-leninismo Mariateguismo          | 1.06%            | 0                | [ 14 ]        |
|             | AvP         | Lista - Avanza País (AvP)                                       |            | Brooke Romero Macedo   | Conservadurismo liberal Neoliberalismo                             | 0.80%            | 0                | [ 14 ]        |
|             | SP          | Lista - Somos Perú (SP)                                         |            | Elva Reátegui Dávila   | Democracia cristiana Conservadurismo social                        | Nuevo            | Nuevo            | [ 14 ]        |
|             | FE          | Lista - Frente de la Esperanza (FE)                             |            | Zenayda Estrada Tuesta | Reformismo                                                         | Nuevo            | Nuevo            | [ 14 ]        |
|             | CU          | Lista - Movimiento Independiente Regional Cambio Ucayalino (CU) |            | Manuel Gambini Rupay   | Regionalismo ucayalino                                             | Nuevo            | Nuevo            | [ 14 ] [ 17 ] |

## Sondeos de opinión
Las siguientes tablas enumeran las estimaciones de la intención de voto en orden cronológico inverso, mostrando las más recientes primero y utilizando las fechas en las que se realizó el trabajo de campo de la encuesta. Cuando se desconocen las fechas del trabajo de campo, se proporciona la fecha de publicación.
Leyenda:
     Sondeo realizado en el periodo de prohibición legal de la difusión de sondeos de intención de voto.

### Intención de voto
La siguiente tabla enumera las estimaciones ponderadas (sin incluir votos en blanco y nulos) de la intención de voto.
|                               |                |      |      |      |      |     |     |     |     |      |  |  |  |  |  |
| Elecciones regionales de 2022 | 2 oct 2022     | —    | 37.7 | 23.9 | 16.0 | 8.2 | 6.2 | 4.6 | 3.3 | 13.8 |  |  |  |  |  |
|                               |                |      |      |      |      |     |     |     |     |      |  |  |  |  |  |
| Ipsos Perú/América            | 2 oct 2022     | ?    | 38.3 | 23.7 | 17.0 | 7.4 | –   | –   | –   | 14.6 |  |  |  |  |  |
| Ipsos Perú/América            | 2 oct 2022     | ?    | 29.0 | 26.7 | 15.2 | 9.5 | –   | –   | –   | 2.3  |  |  |  |  |  |
| Marketing Plux/Ímpetu         | 21–23 sep 2022 | 3000 | 41.5 | 22.6 | 15.1 | –   | 9.4 | 5.7 | –   | 11.9 |  |  |  |  |  |
| CIT/Ribereña                  | 19–21 sep 2022 | 643  | 30.6 | 10.3 | 12.2 | 5.4 | 2.0 | 5.9 | 3.2 | 18.4 |  |  |  |  |  |
| Marketing Plux/Ímpetu         | 6–9 sep 2022   | 4801 | 33.8 | 28.2 | 25.4 | 2.8 | –   | 5.6 | –   | 5.6  |  |  |  |  |  |
| Marketing Plux/Ímpetu         | 12–14 ago 2022 | 1600 | 19.8 | 8.1  | 9.3  | –   | –   | –   | –   | 10.5 |  |  |  |  |  |
| Marketing Plux/Ímpetu         | 12–14 jun 2022 | 1320 | 17.5 | –    | 14.4 | –   | –   | –   | –   | 3.1  |  |  |  |  |  |
| Marketing Plux/Ímpetu         | 12–15 mar 2022 | 900  | 23.7 | –    | 18.5 | –   | –   | –   | –   | 4.9  |  |  |  |  |  |
| Marketing Plux/Ímpetu         | 10–14 dic 2021 | 1572 | 17.7 | 11.1 | 14.1 | –   | –   | –   | –   | 1.7  |  |  |  |  |  |

### Preferencias de voto
La siguiente tabla enumera las preferencias de voto en bruto (incluyendo blancos, viciados y sin respuesta) y no ponderadas.
|                               |                |      |      |      |      |     |     |     |     |      |      |      |  |  |  |
| Elecciones regionales de 2022 | 2 oct 2022     | —    | 24.9 | 15.8 | 10.5 | 5.4 | 4.1 | 3.1 | 2.2 | 34.1 | —    | 9.1  |  |  |  |
|                               |                |      |      |      |      |     |     |     |     |      |      |      |  |  |  |
| Marketing Plux/Ímpetu         | 21–23 sep 2022 | 3000 | 22   | 12   | 8    | –   | 5   | 3   | –   | 47   | –    | 10   |  |  |  |
| CIT/Ribereña                  | 19–21 sep 2022 | 643  | 26.4 | 8.9  | 10.6 | 4.7 | 1.7 | 5.1 | 2.8 | 13.6 | –    | 15.8 |  |  |  |
| Marketing Plux/Ímpetu         | 6–9 sep 2022   | 4801 | 24   | 20   | 18   | 2   | –   | 4   | –   | 29   | –    | 4    |  |  |  |
| Marketing Plux/Ímpetu         | 12–14 ago 2022 | 1600 | 17   | 7    | 8    | –   | –   | –   | –   | 14   | –    | 9    |  |  |  |
| Marketing Plux/Ímpetu         | 12–14 jun 2022 | 1320 | 15.1 | –    | 12.4 | –   | –   | –   | –   | –    | 13.9 | 2.7  |  |  |  |
| Marketing Plux/Ímpetu         | 12–15 mar 2022 | 900  | 16.3 | –    | 12.7 | –   | –   | –   | –   | –    | 31.2 | 3.4  |  |  |  |
| Marketing Plux/Ímpetu         | 10–14 dic 2021 | 1572 | 12.3 | 7.7  | 9.8  | –   | –   | –   | –   | –    | 30.6 | 1.2  |  |  |  |

## Resultados

### Gobierno Regional de Ucayali
|                      | Manuel Gambini Rupay   | Movimiento Independiente Regional Cambio Ucayalino (CU) | 71,120  | 37.75 |  |  |  |
|                      | Celia Prado Seijas     | Acción Popular (AP)                                     | 45,052  | 23.91 |  |  |  |
|                      | Abel Vásquez Panduro   | Perú Libre (PL)                                         | 30,122  | 15.99 |  |  |  |
|                      | Brooke Romero Macedo   | Avanza País (AvP)                                       | 15,487  | 8.22  |  |  |  |
|                      | Zenayda Estrada Tuesta | Frente de la Esperanza (FE)                             | 11,639  | 6.18  |  |  |  |
|                      | Elva Reátegui Dávila   | Somos Perú (SP)                                         | 8,729   | 4.63  |  |  |  |
|                      | Doris Mendoza Fababa   | Alianza para el Progreso (APP)                          | 6,267   | 3.33  |  |  |  |
|                      |                        |                                                         |         |       |  |  |  |
| Total                | Total                  | Total                                                   | 188,416 |       |  |  |  |
|                      |                        |                                                         |         |       |  |  |  |
| Votos válidos        | Votos válidos          | Votos válidos                                           | 188,416 | 65.91 |  |  |  |
| Votos en blanco      | Votos en blanco        | Votos en blanco                                         | 67,179  | 23.50 |  |  |  |
| Votos nulos          | Votos nulos            | Votos nulos                                             | 30,258  | 10.59 |  |  |  |
| Votos emitidos       | Votos emitidos         | Votos emitidos                                          | 285,853 | 70.17 |  |  |  |
| Abstenciones         | Abstenciones           | Abstenciones                                            | 121,542 | 29.83 |  |  |  |
| Votantes registrados | Votantes registrados   | Votantes registrados                                    | 407,395 |       |  |  |  |
|                      |                        |                                                         |         |       |  |  |  |
| Fuente:              |                        |                                                         |         |       |  |  |  |

### Consejo Regional de Ucayali

#### Sumario general
|                                                                                                 |                                                         |              |              |              |         |         |  |
| Partidos y coaliciones                                                                          | Partidos y coaliciones                                  | Voto popular | Voto popular | Voto popular | Escaños | Escaños |  |
| Partidos y coaliciones                                                                          | Partidos y coaliciones                                  | Votos        | %            | ±pp          | Total   | +/−     |  |
|                                                                                                 | Movimiento Independiente Regional Cambio Ucayalino (CU) | 50,891       | 24.34        | n/a          | 3       | +3      |  |
|                                                                                                 | Acción Popular (AP)                                     | 35,535       | 16.99        | +4.25        | 2       | +1      |  |
|                                                                                                 | Ucayali Región con Futuro (URF)                         | 33,679       | 16.11        | –2.63        | 1       | –1      |  |
|                                                                                                 | Todos Somos Ucayali (TSU)                               | 32,870       | 15.72        | +2.82        | 3       | +1      |  |
|                                                                                                 | Perú Libre (PL)1                                        | 21,851       | 10.45        | +9.22        | 1       | +1      |  |
|                                                                                                 | Frente de la Esperanza (FE)                             | 9,471        | 4.53         | Nuevo        | 0       | ±0      |  |
|                                                                                                 | Somos Perú (SP)                                         | 8,906        | 4.26         | n/a          | 1       | +1      |  |
|                                                                                                 | Podemos Perú (PP)                                       | 8,893        | 4.25         | Nuevo        | 0       | ±0      |  |
|                                                                                                 | Alianza para el Progreso (APP)                          | 7,016        | 3.36         | –31.17       | 0       | –5      |  |
|                                                                                                 |                                                         |              |              |              |         |         |  |
| Total                                                                                           | Total                                                   | 209,112      |              |              | 11      | +1      |  |
|                                                                                                 |                                                         |              |              |              |         |         |  |
| Votos válidos                                                                                   | Votos válidos                                           | 209,112      | 73.15        | –1.90        |         |         |  |
| Votos en blanco                                                                                 | Votos en blanco                                         | 46,848       | 16.39        | –0.79        |         |         |  |
| Votos nulos                                                                                     | Votos nulos                                             | 29,893       | 10.46        | +2.70        |         |         |  |
| Votos emitidos                                                                                  | Votos emitidos                                          | 285,853      | 70.17        | –3.40        |         |         |  |
| Abstenciones                                                                                    | Abstenciones                                            | 121,542      | 29.83        | +3.40        |         |         |  |
| Votantes registrados                                                                            | Votantes registrados                                    | 407,395      |              |              |         |         |  |
|                                                                                                 |                                                         |              |              |              |         |         |  |
| Fuente:                                                                                         |                                                         |              |              |              |         |         |  |
| Notas al pie: 1 Comparado con los resultados de Perú Libertario (PL) en las elecciones de 2018. |                                                         |              |              |              |         |         |  |
| Notas al pie:                                                                                   |                                                         |              |              |              |         |         |  |
| 1 Comparado con los resultados de Perú Libertario (PL) en las elecciones de 2018.               |                                                         |              |              |              |         |         |  |

#### Resultados por provincia
| Provincia        | CU      | CU   | AP   | AP   | URF  | URF | TSU  | TSU  | PL   | PL  | FE  | FE | SP   | SP  | PP  | PP  | APP  | APP |   |
| Provincia        | %       | E    | %    | E    | %    | E   | %    | E    | %    | E   | %   | E  | %    | E   | %   | E   | %    | E   |   |
| ---------------- | ------- | ---- | ---- | ---- | ---- | --- | ---- | ---- | ---- | --- | --- | -- | ---- | --- | --- | --- | ---- | --- | - |
| Provincia        | Atalaya | 42.6 | 1    | 23.3 | 1    | 9.3 | –    | 11.5 | –    | 4.9 | –   |    |      | 5.9 | –   | 0.6 | –    | 2.0 | – |
| Coronel Portillo | 22.0    | 1    | 19.2 | 1    | 18.7 | 1   | 13.1 | 1    | 11.4 | 1   | 5.9 | –  | 3.6  | –   | 4.7 | –   | 1.5  | –   |   |
| Padre Abad       | 26.8    | 1    | 3.7  | –    | 7.6  | –   | 29.7 | 1    | 8.9  | –   | 0.4 | –  | 5.4  | –   | 4.3 | –   | 13.2 | –   |   |
| Purús            | 24.1    | –    | 4.6  | –    | 1.9  | –   | 40.2 | 1    | 0.8  | –   | 0.1 | –  | 25.7 | 1   | 0.2 | –   | 2.4  | –   |   |
| Total            | 24.3    | 3    | 17.0 | 2    | 16.1 | 1   | 15.7 | 3    | 10.4 | 1   | 4.5 | –  | 4.3  | 1   | 4.3 | –   | 3.4  | –   |   |

### Autoridades electas
| Cargo                                                | Autoridad electa | Autoridad electa         | Partido político | Partido político                                   |
| ---------------------------------------------------- | ---------------- | ------------------------ | ---------------- | -------------------------------------------------- |
| Gobernador Regional de Ucayali                       |                  | Manuel Gambini Rupay     |                  | Movimiento Independiente Regional Cambio Ucayalino |
| Vicegobernadora Regional de Ucayali                  |                  | Vacante                  |                  | Vacante                                            |
| Consejero Regional de Ucayali (por Atalaya)          |                  | Jesús Tello Gonzalez     |                  | Movimiento Independiente Regional Cambio Ucayalino |
| Consejero Regional de Ucayali (por Atalaya)          |                  | Pruhl de Pinho Ríos      |                  | Acción Popular                                     |
| Consejera Regional de Ucayali (por Coronel Portillo) |                  | Jenny Reyna Garrido      |                  | Movimiento Independiente Regional Cambio Ucayalino |
| Consejero Regional de Ucayali (por Coronel Portillo) |                  | Leonardo Mallqui Díaz    |                  | Acción Popular                                     |
| Consejera Regional de Ucayali (por Coronel Portillo) |                  | Lucerito Dávila Alvarado |                  | Ucayali Región con Futuro                          |
| Consejero Regional de Ucayali (por Coronel Portillo) |                  | Rómulo Bonilla Pomachari |                  | Todos Somos Ucayali                                |
| Consejero Regional de Ucayali (por Coronel Portillo) |                  | Alberto Panduro Valdivia |                  | Perú Libre                                         |
| Consejero Regional de Ucayali (por Padre Abad)       |                  | Manuel Antonio Huamán    |                  | Todos Somos Ucayali                                |
| Consejero Regional de Ucayali (por Padre Abad)       |                  | Jaime García Fernández   |                  | Movimiento Independiente Regional Cambio Ucayalino |
| Consejero Regional de Ucayali (por Purús)            |                  | Miguel Silva Vásquez     |                  | Todos Somos Ucayali                                |
| Consejero Regional de Ucayali (por Purús)            |                  | Robert Pedro Tachiana    |                  | Somos Perú                                         |